# Deurne vasútállomás
Deurne vasútállomás vasútállomás Hollandiában, Deurne városában.

## Vasútvonalak
Az állomást az alábbi vasútvonalak érintik:
- Venlo–Eindhoven-vasútvonal

## Kapcsolódó állomások
A vasútállomáshoz az alábbi állomások vannak a legközelebb:
- Helmond Brouwhuis vasútállomás (nyugat)
- Horst-Sevenum vasútállomás (kelet)